# Puchar Świata w kolarstwie przełajowym 2003/2004
Puchar Świata w kolarstwie przełajowym w sezonie 2003/2004 to 11. edycja tej imprezy. Organizowany przez UCI, obejmował po sześć zawodów dla kobiet i mężczyzn. Pierwszy wyścig odbył się 26 października 2003 roku we włoskim Turynie, a ostatni 15 lutego 2004 roku w holenderskim Pijnacker. 
Trofeum sprzed roku bronili: Belg Bart Wellens wśród mężczyzn oraz Holenderka Daphny van den Brand wśród kobiet. W tym sezonie triumfowali: Holender Richard Groenendaal wśród mnężczyzn, a wśród kobiet najlepsza okazała się Niemka Hanka Kupfernagel.

## Wyniki

### Mężczyźni
| Lp | Miejscowość | Data                 | 1. miejsce          | 2. miejsce          | 3. miejsce      |
| -- | ----------- | -------------------- | ------------------- | ------------------- | --------------- |
| 1. | Turyn       | 26 października 2003 | Sven Nys            | Bart Wellens        | Ben Berden      |
| 2. | St. Wendel  | 16 listopada 2003    | Sven Nys            | Jiří Pospíšil       | Ben Berden      |
| 3. | Wetzikon    | 7 grudnia 2003       | Sven Nys            | Bart Wellens        | Tom Vannoppen   |
| 4. | Koksijde    | 27 grudnia 2003      | Ben Berden          | Richard Groenendaal | Erwin Vervecken |
| 5. | Nommay      | 18 stycznia 2004     | Bart Wellens        | Richard Groenendaal | Erwin Vervecken |
| 6. | Pijnacker   | 15 lutego 2004       | Richard Groenendaal | Tom Vannoppen       | Erwin Vervecken |

### Kobiety
| Lp | Miejscowość | Data                 | 1. miejsce           | 2. miejsce        | 3. miejsce           |
| -- | ----------- | -------------------- | -------------------- | ----------------- | -------------------- |
| 1. | Turyn       | 26 października 2003 | Daphny van den Brand | Hanka Kupfernagel | Marianne Vos         |
| 2. | St. Wendel  | 16 listopada 2003    | Hanka Kupfernagel    | Alison Dunlap     | Maryline Salvetat    |
| 3. | Wetzikon    | 7 grudnia 2003       | Hanka Kupfernagel    | Maryline Salvetat | Laurence Leboucher   |
| 4. | Koksijde    | 27 grudnia 2003      | Hanka Kupfernagel    | Maryline Salvetat | Marianne Vos         |
| 5. | Nommay      | 18 stycznia 2004     | Hanka Kupfernagel    | Maryline Salvetat | Daphny van den Brand |
| 6. | Pijnacker   | 15 lutego 2004       | Marianne Vos         | Hanka Kupfernagel | Daphny van den Brand |

## Klasyfikacja generalna
| Lp. | Zawodnik            | Punkty |
| --- | ------------------- | ------ |
| 1.  | Richard Groenendaal | 310    |
| 2.  | Sven Nys            | 299    |
| 3.  | Bart Wellens        | 280    |
| 4.  | Ben Berden          | 240    |
| 5.  | Tom Vannoppen       | 238    |
| 6.  | Erwin Vervecken     | 229    |
| 7.  | Francis Mourey      | 190    |
| 8.  | Sven Vanthourenhout | 189    |
| 9.  | Christian Heule     | 179    |
| 10. | John Gadret         | 169    |

| Lp. | Zawodniczka            | Punkty |
| --- | ---------------------- | ------ |
| 1.  | Hanka Kupfernagel      | 390    |
| 2.  | Marianne Vos           | 292    |
| 3.  | Maryline Salvetat      | 286    |
| 4.  | Reza Hormes-Ravenstijn | 241    |
| 5.  | Daphny van den Brand   | 235    |
| 6.  | Nadia Triquet-Claude   | 217    |
| 7.  | Laurence Leboucher     | 198    |
| 8.  | Birgit Hollmann        | 167    |
| 9.  | Victoria Wilkinson     | 143    |
| 10. | Hilde Quintens         | 137    |